# Eletica coarctata
Eletica coarctata là một loài bọ cánh cứng trong họ Meloidae. Loài này được Kolbe miêu tả khoa học năm 1886.